# Adolf-Grimme-Preis 2010

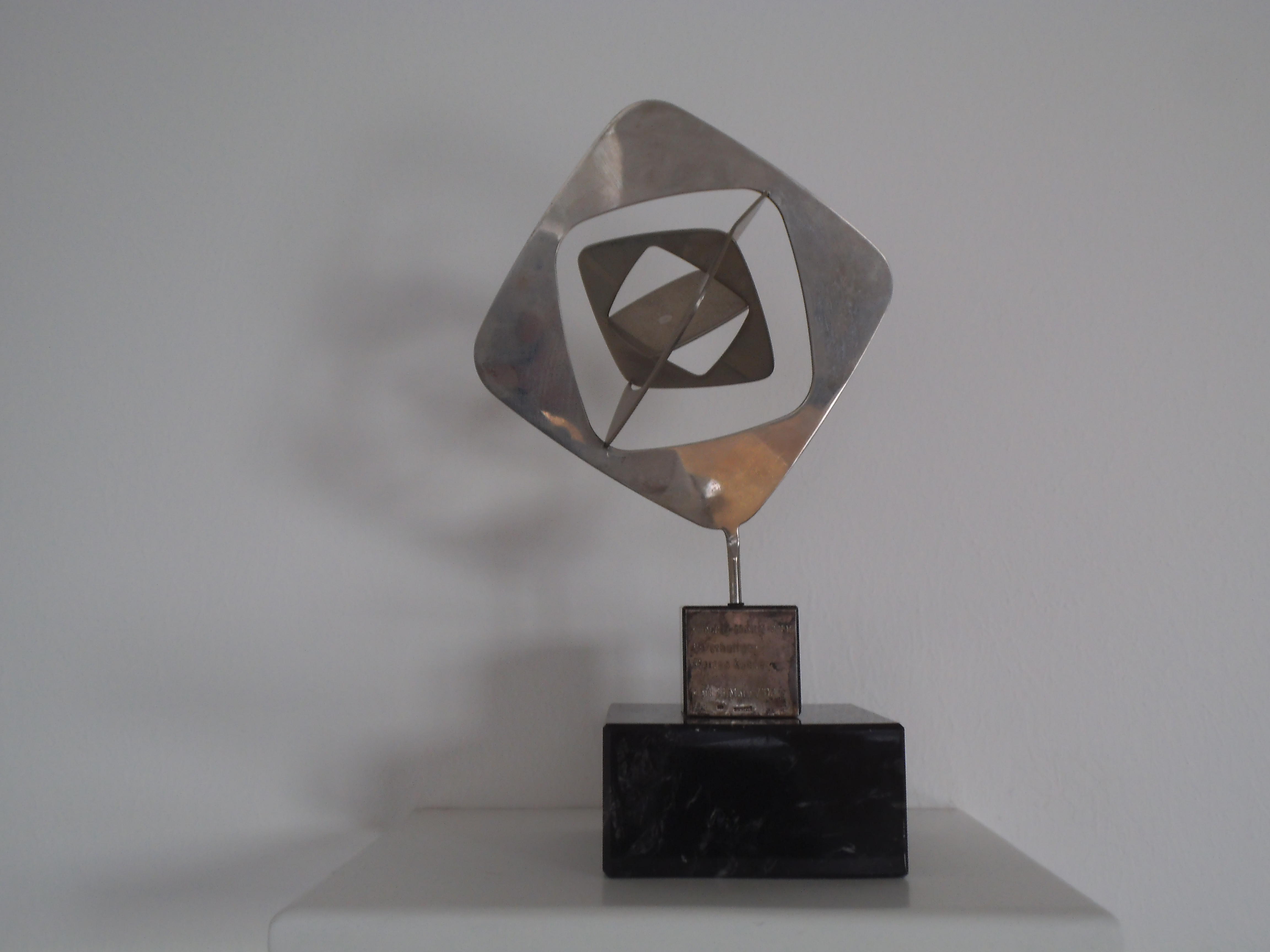
Der Adolf-Grimme-Preis, welcher der heute-show 2010 verliehen wurde

Der 46. Adolf-Grimme-Preis wurde 2010 verliehen. Die Preisverleihung fand am 26. März 2010 im Theater Marl statt. Die Moderation übernahm dabei Désirée Nosbusch.
Im Rahmen der Veranstaltung wurden neben dem Adolf-Grimme-Preis noch weitere Preise, unter anderem auch der „Publikumspreis der Marler Gruppe“ sowie das „Eberhard-Fechner-Förderstipendium der Verwertungsgesellschaft Bild-Kunst“, vergeben.

## Preisträger

### Adolf-Grimme-Preis

#### Fiktion
- Friedrich Ani (Buch), Dominik Graf (Regie), Alexander Fischerkoesen (Kamera), Dieter Schleip (Musik), Jeanette Hain (Darstellung), Ulrich Noethen (Darstellung) und Martin Feifel (Darstellung) (für die Sendung Kommissar Süden und der Luftgitarrist, ZDF)
- Frau Böhm sagt Nein (ARD/WDR)
- Nikolaus Leytner (Buch und Regie), Franziska Walser (Darstellung), Josef Hader (Darstellung) (für die Sendung Ein halbes Leben, ZDF)
- Mörder auf Amrum (ZDF)
- Die Wölfe (ZDF)

#### Unterhaltung
- Inas Nacht (ARD/NDR)
- heute-show (ZDF)

#### Information & Kultur
- Eisenfresser (BR/ARTE/rbb) – Shaheen Dill-Riaz
- Klaus Stern (für Buch und Regie zu Henners Traum – Das größte Tourismus-Projekt Europas, ZDF)
- Thomas Weidenbach und Shi Ming (für Buch und Regie zu Tiananmen, ARD, WDR, ARTE, NDR)
- Karsten Scheuren und Bernhard Albrecht (für Buch und Regie zu Galileo Spezial: Karawane der Hoffnung, ProSieben)
- Aljoscha Pause (für Buch und Regie zu Tabubruch, DSF)

### Besondere Ehrung
- Alexander Kluge (für seine Aufwertung des von laufender Selbstentwertung bedrohten Alltagsmedium Fernsehens)

### Sonderpreis Kultur des Landes Nordrhein-Westfalen
- Willi wills wissen – Wie macht der Künstler Kunst? (BR)

### Publikumspreis der Marler Gruppe
- 360°-Geo Reportage – Die Bambusbahn von Kambodscha (ARTE)

### Eberhard-Fechner-Förderstipendium der Verwertungsgesellschaft Bild-Kunst
- Dokumentarfilmerin Astrid Schult für Der innere Krieg (ZDF, Das kleine Fernsehspiel)